# František Černík
František Černík, född 3 juni 1953 i Nový Jičín, är en före detta tjeckoslovakisk ishockeyspelare.
Han blev olympisk silvermedaljör i ishockey vid vinterspelen 1984 i Sarajevo.